# Екин Коч
Екин Коч (тур. Ekin Koç; 21. јун 1992) турски је филмски и позоришни глумац.
Активно је почео да се бави глумом од 2013. године, а прва улога му је била у серији Одаћу ти једну тајну, где је одиграо главну улогу. Постао је познат по улози султана Ахмета I у ТВ серији Muhteşem yüzyıl: Kösem.

## Филмографија
| Филмови    | Филмови                  | Филмови        | Филмови  |
| Година     | Наслов                   | Улога          | Напомена |
| ---------- | ------------------------ | -------------- | -------- |
| 2016.      | Али и Нино               | Мехмед         |          |
| 2015.      | Због тебе ме је оставила | Озгур          |          |
| ТВ серије  |                          |                |          |
| Година     | Наслов                   | Улога          | Епизоде  |
| 2017-      | Тајне живота             | Бурак          | ?        |
| 2015–2016. | Muhteşem yüzyıl: Kösem   | Султан Ахмед I | 25       |
| 2014.      | Моје име је Гултепе      | Сејфи          | 8        |
| 2013–2014. | Одаћу ти једну тајну     | Тилки          | 29       |